# Argyresthia ornatipennella
Argyresthia ornatipennella is een vlinder uit de familie van de pedaalmotten (Argyresthiidae). De wetenschappelijke naam van de soort werd in 1974 gepubliceerd door S. Moriuti.